# YGX의 음반
이 부분의 문서는 YGX에서 발매한 음반 목록이다.

## 2019년 ~ 2021년
- 2019년 3월 6일 안다 - [Digital Single] 뭘 기다리고 있어[1]
- 2019년 8월 19일 VIINI - DIMENSION
- 2019년 8월 28일 VIINI - 웹툰 연놈 OST Part.3[2]
- 2019년 9월 18일 Zayvo - 모음집
- 2019년 12월 2일 Blue.D - [Digital Single] Nobody
- 2020년 3월 4일 VIINI - [Digital Single] Moon & Butterfly
- 2020년 5월 23일 VIINI - 소녀의 세계 OST Part.4
- 2020년 8월 14일 VIINI - Café 킬리만자로 OST Part.1[3]
- 2020년 8월 22일 VIINI - Café 킬리만자로 OST Part.2
- 2021년 3월 28일 VIINI - [Digital Single] Letter (여신강림 X 권현빈)